# Quararibea obliquifolia
Quararibea obliquifolia là một loài thực vật có hoa trong họ Cẩm quỳ. Loài này được (Standl.) Standl. miêu tả khoa học đầu tiên năm 1937.